# Дорожній (Псковська область)
Дорожній (рос. Дорожный) — селище в Великолуцькому районі Псковської області Російської Федерації.
Населення становить 444 особи. Входить до складу муніципального утворення Личьовська волость.

## Історія
Від 2014 року входить до складу муніципального утворення Личьовська волость.

## Населення
| 2001 | 2002 | 2010 |
| ---- | ---- | ---- |
| 425  | ↘394 | ↗444 |